# Montaudin
Montaudin est une commune française, située dans le département de la Mayenne, en région Pays de la Loire, peuplée de 883 habitants.
La commune fait partie de la province historique du Maine, et se situe dans le Bas-Maine.

## Géographie
La commune est au nord-ouest du Bas-Maine. Son bourg est à 11 km au nord d'Ernée, à 12 km au sud de Landivy, à 16 km à l'ouest de Gorron et à 18 km à l'est de Fougères.
Le point culminant (227 m) se situe au sud, près du lieu-dit les Taillis de Pouillé. La cote de 226 m est également atteinte en limite ouest, près du lieu-dit la Loge. Le point le plus bas (150 m) correspond à la sortie de l'Ernée du territoire, au sud-est.

### Communes limitrophes
| Saint-Ellier-du-Maine           | Saint-Mars-sur-la-Futaie | Saint-Berthevin-la-Tannière           |
| Saint-Ellier-du-Maine, Larchamp | Montaudin                | Saint-Berthevin-la-Tannière, Carelles |
| Larchamp                        | Larchamp                 | Saint-Denis-de-Gastines               |

### Climat
Pour des articles plus généraux, voir Climat des Pays de la Loire et Climat de la Mayenne.
En 2010, le climat de la commune est de type climat océanique franc, selon une étude du CNRS s'appuyant sur une série de données couvrant la période 1971-2000. En 2020, Météo-France publie une typologie des climats de la France métropolitaine dans laquelle la commune est exposée à un climat océanique et est dans la région climatique  Bretagne orientale et méridionale, Pays nantais, Vendée, caractérisée par une faible pluviométrie en été et une bonne insolation.
Pour la période 1971-2000, la température annuelle moyenne est de 10,5 °C, avec une amplitude thermique annuelle de 13,5 °C. Le cumul annuel moyen de précipitations est de 917 mm, avec 13,7 jours de précipitations en janvier et 7,9 jours en juillet. Pour la période 1991-2020, la température moyenne annuelle observée sur la station météorologique de Météo-France la plus proche, « Saint-Mars/la-Futa », sur la commune de Saint-Mars-sur-la-Futaie à 6 km à vol d'oiseau, est de 11,3 °C et le cumul annuel moyen de précipitations est de 929,3 mm,. Pour l'avenir, les paramètres climatiques de la commune estimés pour 2050 selon différents scénarios d'émission de gaz à effet de serre sont consultables sur un site dédié publié par Météo-France en novembre 2022.

## Urbanisme

### Typologie
Au 1er janvier 2024, Montaudin est catégorisée commune rurale à habitat dispersé, selon la nouvelle grille communale de densité à sept niveaux définie par l'Insee en 2022.
Elle est située hors unité urbaine et hors attraction des villes,.

### Occupation des sols
L'occupation des sols de la commune, telle qu'elle ressort de la base de données européenne d’occupation biophysique des sols Corine Land Cover (CLC), est marquée par l'importance des territoires agricoles (97 % en 2018), une proportion identique à celle de 1990 (97 %). La répartition détaillée en 2018 est la suivante : 
zones agricoles hétérogènes (43,5 %), prairies (35,1 %), terres arables (18,4 %), zones urbanisées (3 %). L'évolution de l’occupation des sols de la commune et de ses infrastructures peut être observée sur les différentes représentations cartographiques du territoire : la carte de Cassini (XVIIIe siècle), la carte d'état-major (1820-1866) et les cartes ou photos aériennes de l'IGN pour la période actuelle (1950 à aujourd'hui).

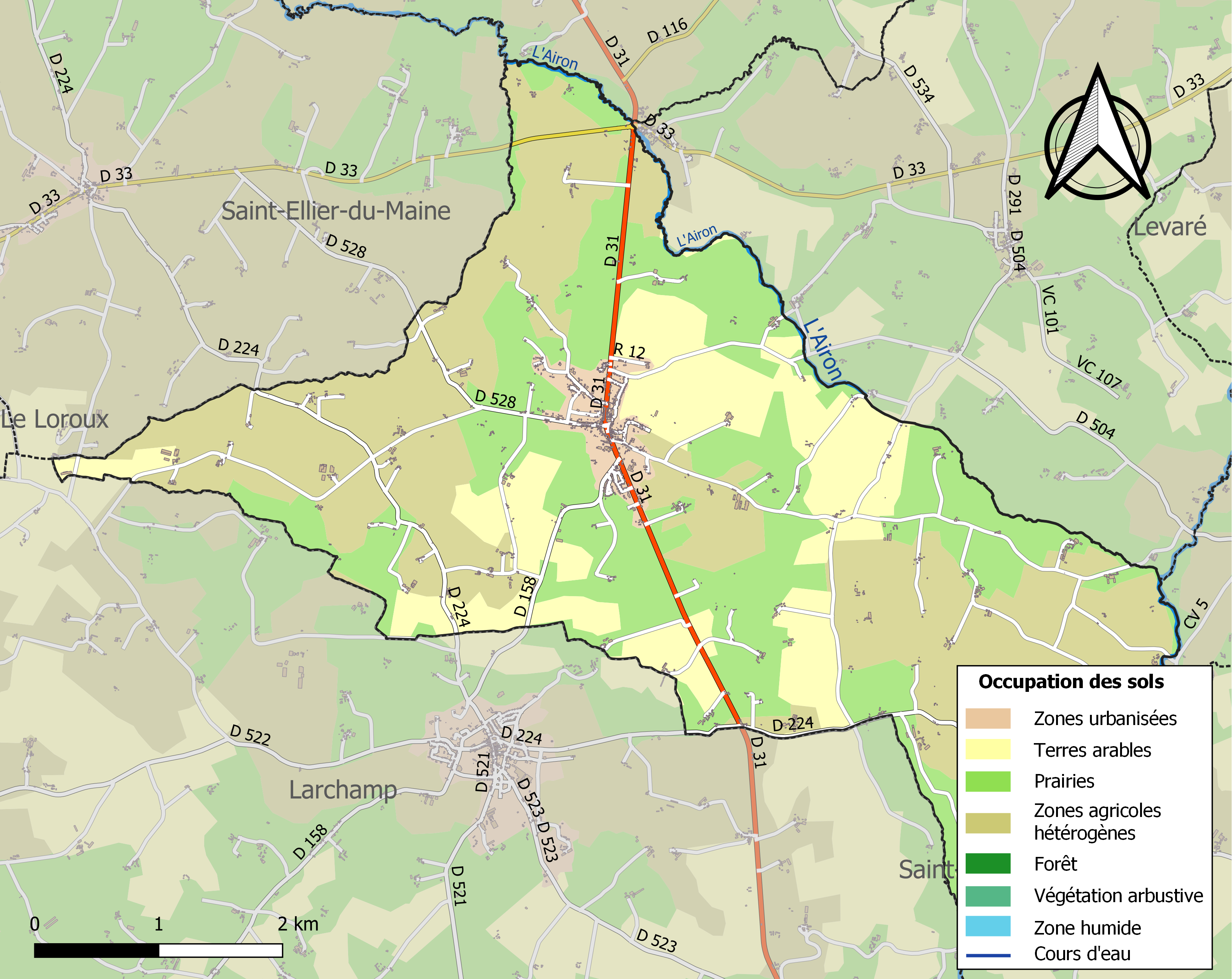
Carte des infrastructures et de l'occupation des sols de la commune en 2018 (CLC).

## Toponymie
Le toponyme est attesté sous la forme Montaudein en 1190. Il serait issu du latin mons, « mont », et de l'anthroponyme germanique féminin Alda.
Le gentilé est Montaudinois.

## Histoire
À la création des cantons, Montaudin est chef-lieu de canton. Ce canton est supprimé lors du redécoupage cantonal de l'an IX (1801).

### Le chemin de fer
Montaudin était desservi par la ligne de chemin de fer départemental reliant Laval à Landivy. Cette ligne fut ouverte le 18 décembre 1901 et son déclassement fut décidé par le conseil général le 11 mai 1938.
En 1902, la gare de Montaudin avait accueilli 10 759 voyageurs.

### La Libération
À la suite de la période trouble de l'occupation allemande, depuis juin 1940, le bourg est libéré le matin du samedi 5 août 1944 lors du déclenchement de l'offensive sur Mayenne par le général Weaver. Partie de Saint-Hilaire-du-Harcouët, elle est conduite par deux résistants locaux, René Justin et le jeune interprète, Henri Hunault, venant de traverser les lignes.
La veille, le vendredi 4 août, en fin d'après-midi, des éléments de la 90e compagnie de reconnaissance du Commandant Gassman traversent le bourg en leur signifiant que ce n'est pas une « Libération », mais une reconnaissance. Des soldats allemands, en retraite vers Laval, sont abattus sur la route de Saint-Ellier-du-Maine. Après un moment de stupeur, une petite foule s'assemble sur la place du bourg. Fleurs, cidre, calvados sont échangés dans l'enthousiasme avec du chocolat, des bonbons, des chewing-gums et des cigarettes américaines. Dans l'attente de l'arrivée des Alliés, après la percée d'Avranches, certains de ceux qui ont gardé ou confectionné des drapeaux les mettent aux fenêtres.
Parmi ces soldats, un jeune français résistant de 19 ans, Gaston Coupé, de Landivy, s'engage la veille dans cette unité. Dès le 3 août 1944, son bourg est le premier de la Mayenne à être libéré par les hommes du Capitaine Burns.
Le lendemain, il est sur l'une des automitrailleuses de tête qui traversent Montaudin pour monter à l'assaut d'Ernée, puis de Mayenne. Ce témoin et acteur est vivant en 2010.
Deux jours après, les Montaudinois vont vivre la peur d'un retour des Allemands. La contre-attaque de Mortain, est la dernière offensive de l'armée allemande pour reprendre Avranches et couper les forces alliées. Les farouches combats durent du 7 au 13 août 1944. De Montaudin, on entend le grondement effrayant des canons postés sur les hauteurs de Mortain. Les convois américains ne passent plus. Puis c'est la retraite allemande et la fermeture de la poche de Falaise.
Les convois américains ne cessent alors plus de passer dans le bourg. C'est ainsi que les Montaudinois découvrent, parfois avec frayeur, leurs premiers soldats noirs qui bivouaquent sur la commune. Montaudin est définitivement libérée.

## Politique et administration
Le conseil municipal est composé de quinze membres dont le maire et trois adjoints.

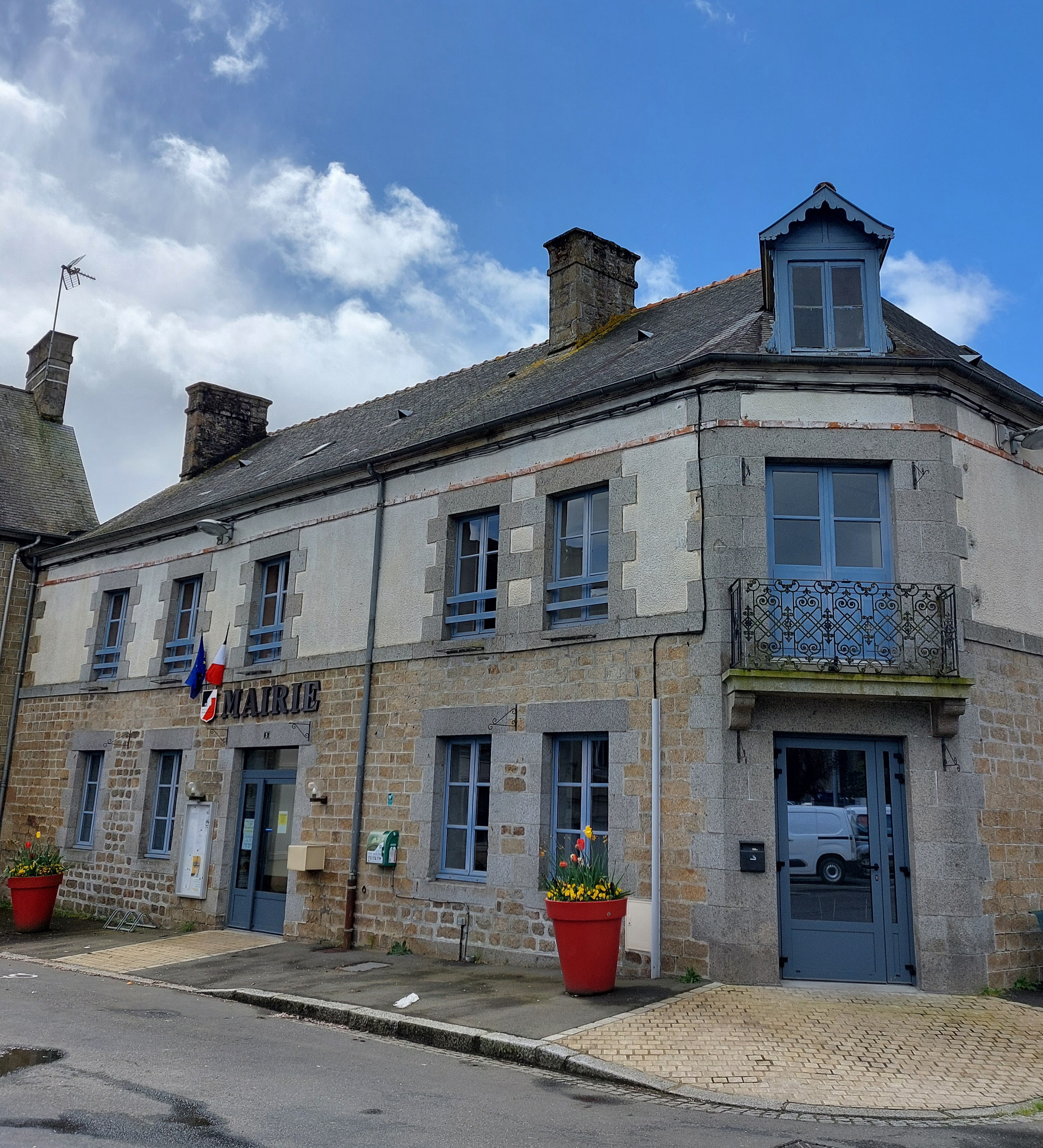
L'hôtel de ville de Montaudin.

## Population et société

### Démographie
L'évolution du nombre d'habitants est connue à travers les recensements de la population effectués dans la commune depuis 1793. Pour les communes de moins de 10 000 habitants, une enquête de recensement portant sur toute la population est réalisée tous les cinq ans, les populations de référence des années intermédiaires étant quant à elles estimées par interpolation ou extrapolation. Pour la commune, le premier recensement exhaustif entrant dans le cadre du nouveau dispositif a été réalisé en 2006.
En 2022, la commune comptait 883 habitants, en évolution de −2,54 % par rapport à 2016 (Mayenne : −0,73 %, France hors Mayotte : +2,11 %).
En 1846, Montaudin a compté jusqu'à 1 711 habitants.
| 1793  | 1800  | 1806  | 1821  | 1831  | 1836  | 1841  | 1846  | 1851  |
| ----- | ----- | ----- | ----- | ----- | ----- | ----- | ----- | ----- |
| 1 425 | 1 661 | 1 569 | 1 463 | 1 484 | 1 520 | 1 568 | 1 711 | 1 626 |

| 1856  | 1861  | 1866  | 1872  | 1876  | 1881  | 1886  | 1891  | 1896  |
| ----- | ----- | ----- | ----- | ----- | ----- | ----- | ----- | ----- |
| 1 511 | 1 547 | 1 535 | 1 501 | 1 566 | 1 556 | 1 563 | 1 554 | 1 505 |

| 1901  | 1906  | 1911  | 1921  | 1926  | 1931  | 1936  | 1946  | 1954  |
| ----- | ----- | ----- | ----- | ----- | ----- | ----- | ----- | ----- |
| 1 450 | 1 423 | 1 417 | 1 259 | 1 290 | 1 250 | 1 234 | 1 233 | 1 156 |

| 1962  | 1968  | 1975  | 1982  | 1990 | 1999 | 2006 | 2011 | 2016 |
| ----- | ----- | ----- | ----- | ---- | ---- | ---- | ---- | ---- |
| 1 119 | 1 060 | 1 001 | 1 009 | 938  | 914  | 912  | 891  | 906  |

| 2021 | 2022 | - | - | - | - | - | - | - |
| ---- | ---- | - | - | - | - | - | - | - |
| 893  | 883  | - | - | - | - | - | - | - |

## Lieux et monuments
- Menhir de la Boussardière, classé au titre des Monuments historiques depuis le 26 janvier 1921[27].
- Église Notre-Dame (XIXe siècle, abritant des fonts baptismaux du XIVe siècle et un vitrail du XVIe siècle, classés à titre d'objets[28], daté de 1544, attribué à Simon de Heemsce, peintre-verrier situé à Moulay au XVIe siècle, restauré au XXe siècle par Auguste Alleaume).
- Lavoir. Son trop-plein se jette dans la Futaie.
- Monument aux morts des deux guerres mondiales.

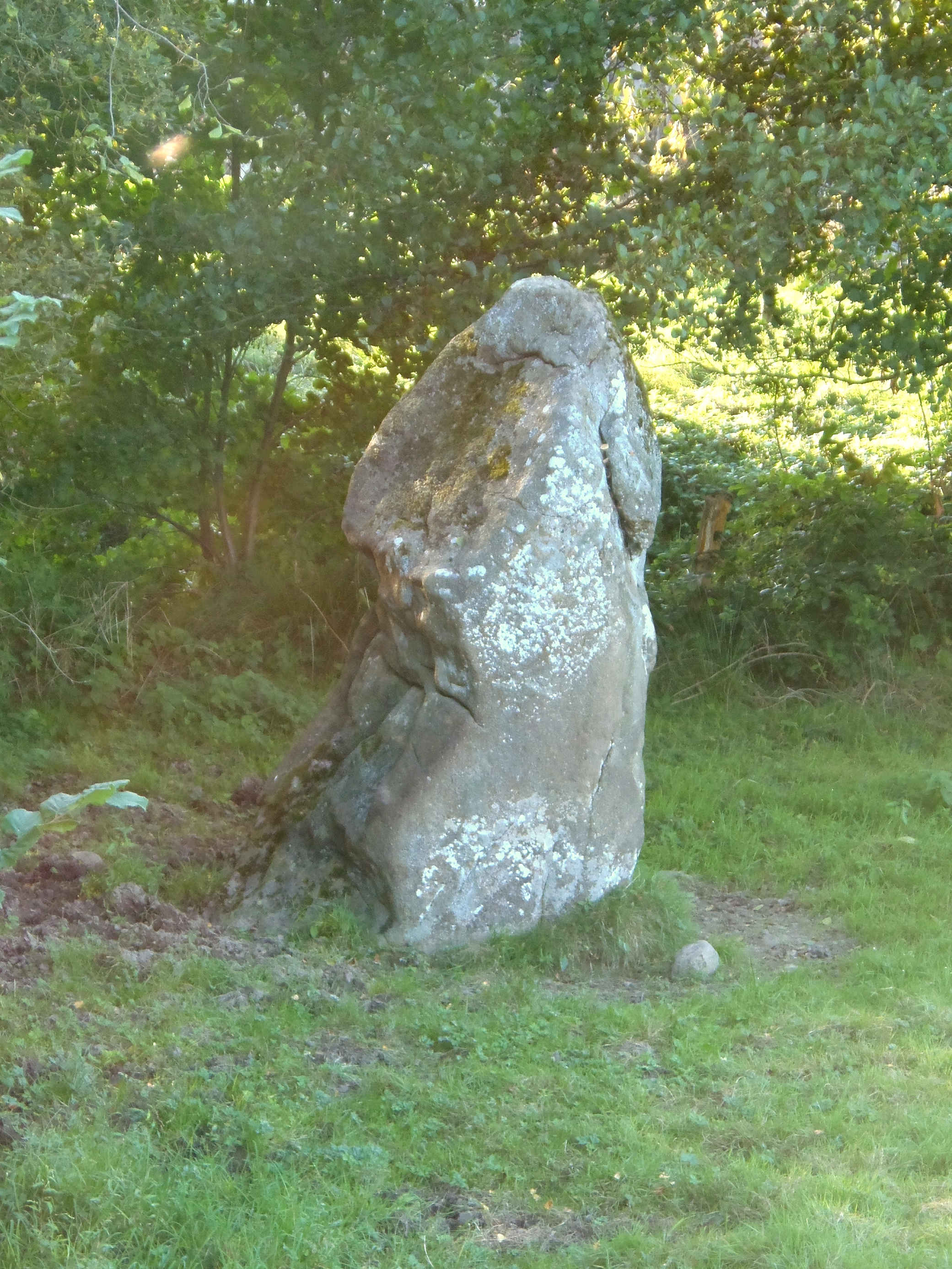
Menhir de la Boussardière.
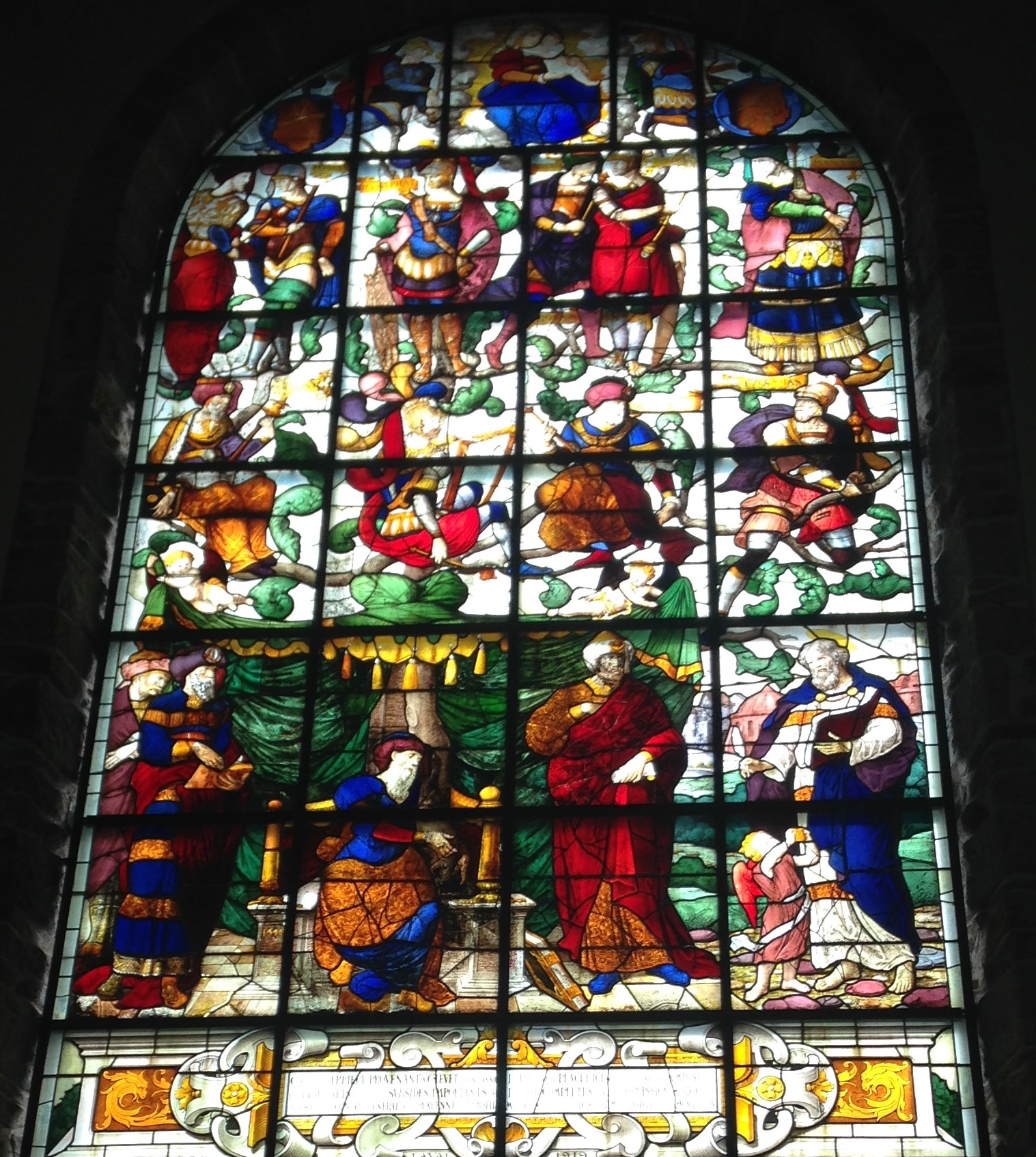
Vitrail de l'église.
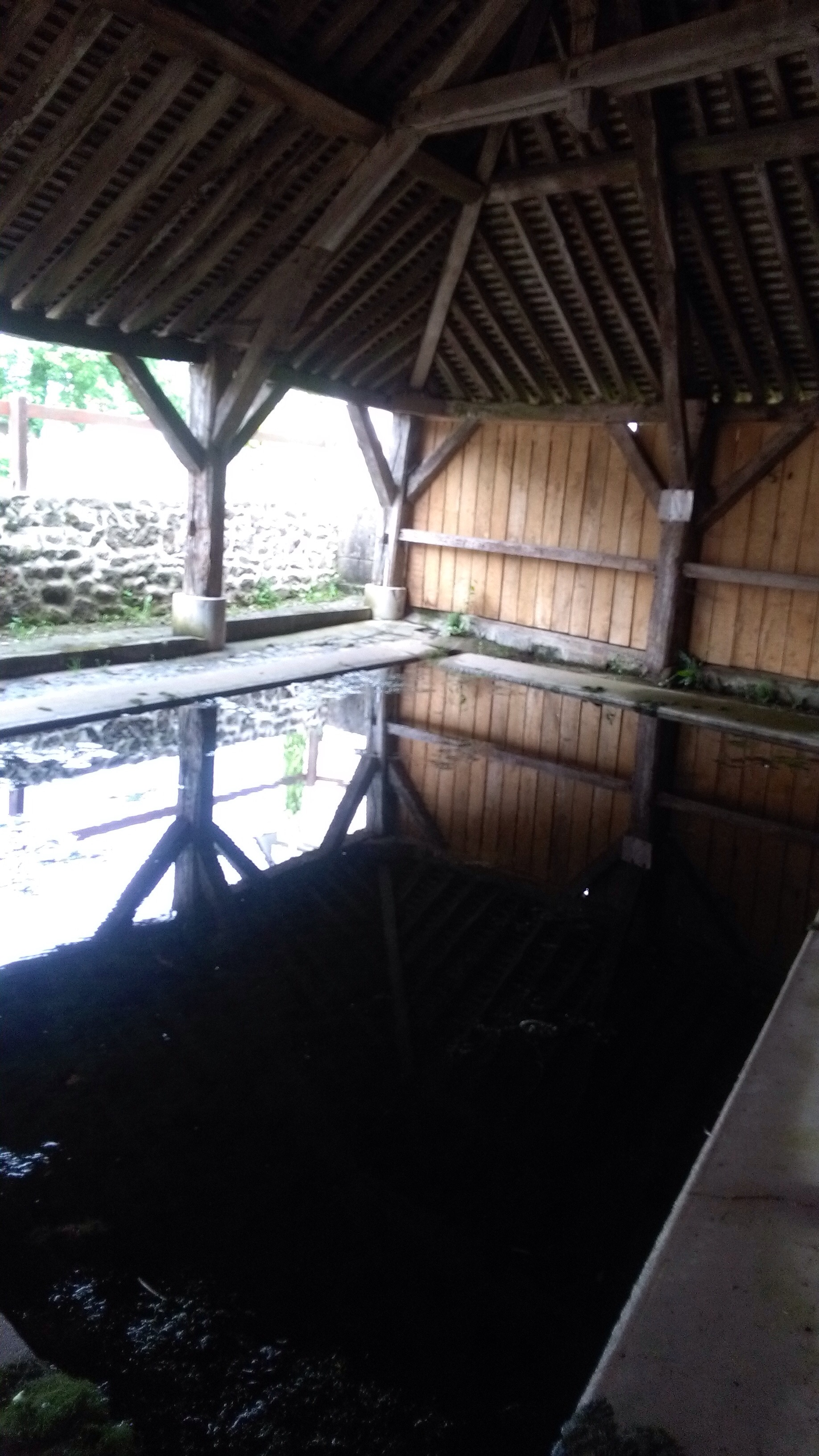
Lavoir.
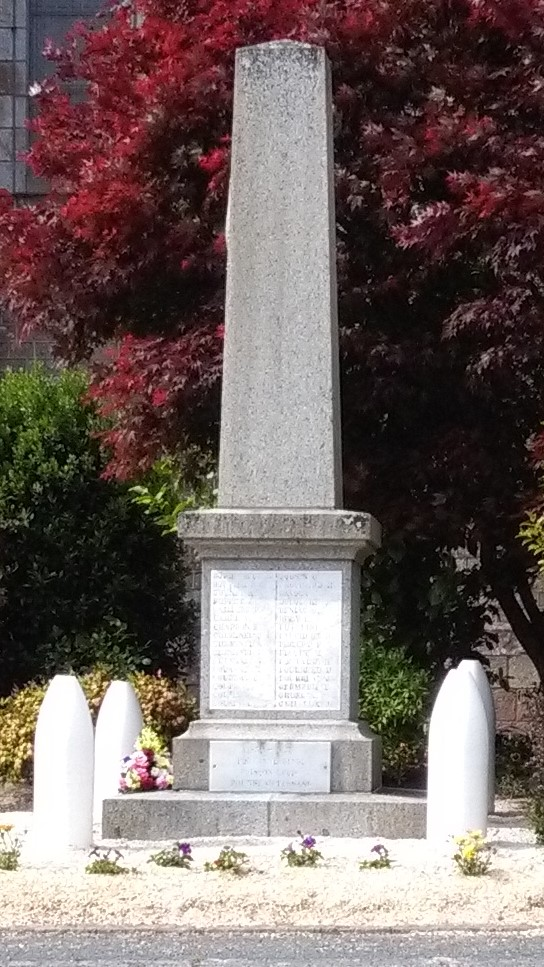
Monument aux morts.
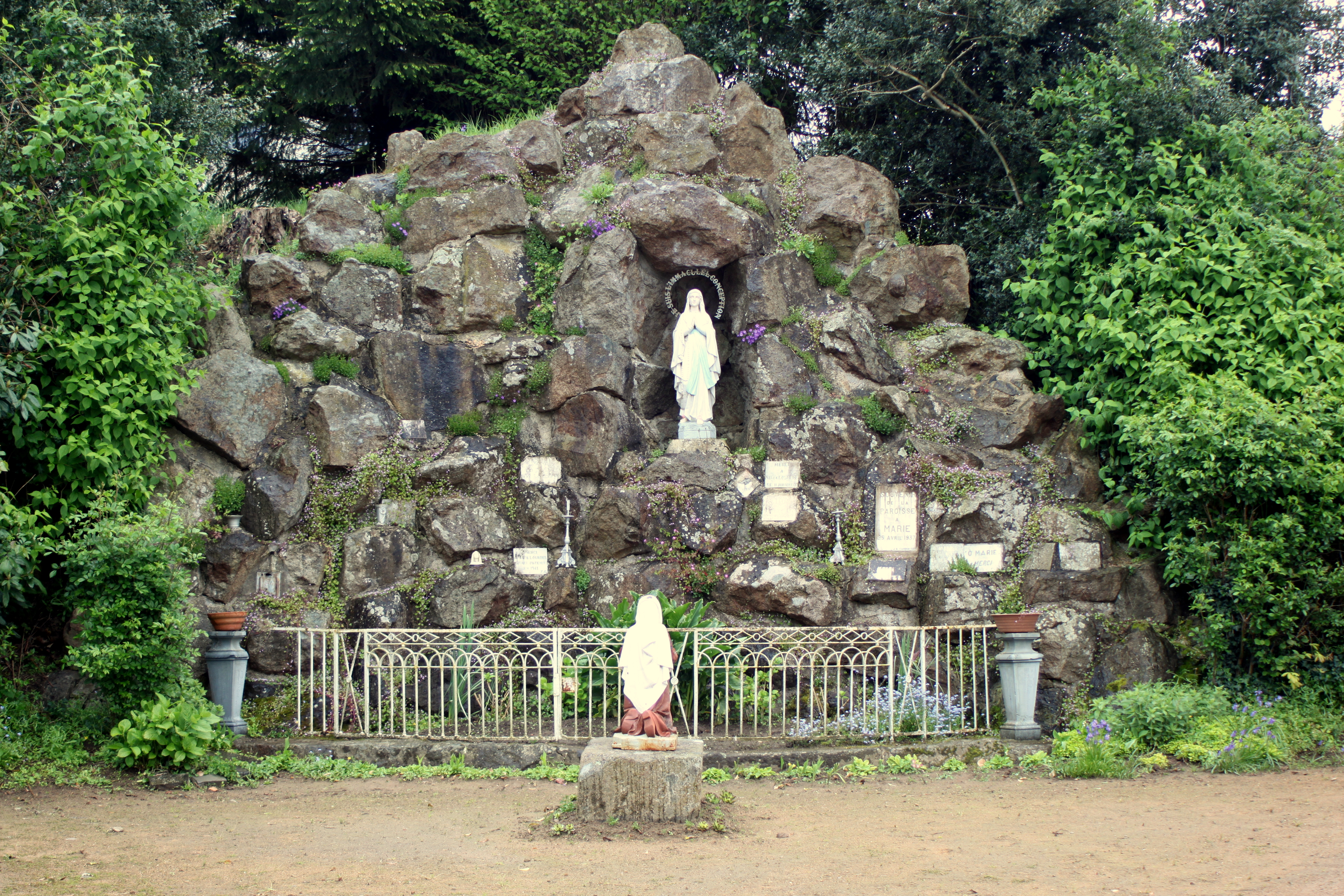
Grotte de Lourdes.

## Activité et manifestations

### Sports
L'Association sportive de Montaudin fait évoluer deux équipes de football en divisions de district.

### Théâtre
Les Saltimbanques de Montaudin est la compagnie de théâtre de cette commune. Existant depuis 1994, elle a remporté 3 prix dans des festivals de théâtre amateurs : Le Prix de l'Avenir au Festival du Théâtre Amateur de la Mayenne en 1996, et Le Prix du Jury ainsi que Le Prix du Public au Festival Les Poquelinades en 2016.

## Personnalités liées à la commune
Philippe Tesnière (1955 à Montaudin - 1987), est un ancien coureur cycliste. Il a participé à quatre Tours de France.

## Héraldique
| Blason de Montaudin | Blason  | De gueules, à un chevron d’argent, maçonné de sable, accompagné en chef de deux roses et en pointe d’un lion couronné, le tout d’or |
| Blason de Montaudin | Détails | Le chevron représente le mont qui donne son nom au village. Il est maçonné pour rappeler l’ancien château fort du village. Le lion sur fond de gueules sont les armes des Montécler, seigneur de Montaudin. La reprise intégrale du blason de famille étant interdite pour les municipalités, il suffit d’en emprunter un ou plusieurs éléments. Les roses symbolisent la Vierge qui est la sainte patronne de la paroisse. Les ornements sont deux gerbes de blé d’or, mises en sautoir par la pointe et liées de gueules afin d’honorer l’activité agricole de la commune. Le listel d'argent porte le nom de la commune en lettres majuscules de sable. La couronne de tours dit que l’écu est celui d’une commune ; elle n’a rien à voir avec des fortifications. Le statut officiel du blason reste à déterminer. |